# Убольдо
Убольдо (італ. Uboldo) — муніципалітет в Італії, у регіоні Ломбардія,  провінція Варезе.
Убольдо розташоване на відстані близько 500 км на північний захід від Рима, 23 км на північний захід від Мілана, 26 км на південний схід від Варезе.
Населення — 10 561 особа (2014).

## Демографія
Населення за роками:

Станом на 1 січня 2023 року в муніципалітеті офіційно проживало 1006 іноземців з 59 країн, серед них 249 громадян країн Євросоюзу та 70 громадян України.

## Сусідні муніципалітети
- Черро-Маджоре
- Джеренцано
- Ориджо
- Рескальдіна
- Саронно